# Gymnothorax reticularis
Espèce
Gymnothorax reticularis est une espèce de poissons de la famille des murènes.

## Description
Elle se rencontre de l'île de Maurice jusqu'au sud du Japon et à l'Indonésie. Elle peut mesurer jusqu'à 60 cm de long.